# Криже
Криже (словен. Križe) — поселення в общині Ново Место, регіон Південно-Східна Словенія, Словенія. Висота над рівнем моря: 252,5 м.